# Nya Pendé
Le département de la Nya Pendé est un des 6 départements composant la région du Logone Oriental au Tchad. Son chef-lieu est Goré.

## Subdivisions
Le département de la Nya Pendé est divisé en 4 sous-préfectures :
- Goré
- Donia
- Yamodo
- Békan

## Administration
Préfets de la Nya Pendé (depuis 2002)
- 9 octobre 2008 : Bachar Ali Souleimane[1]
- 13 décembre 2010 : Sadick Iga[2]